# 王榮先
王榮先，湖北省襄陽府襄陽縣人，清朝政治人物、同進士出身。
光緒十二年（1886年），参加光緒丙戌科殿試，登進士三甲80名。同年五月，改翰林院庶吉士。光緒十五年四月，散館，著以主事入部属用。